# حسین مهکام
حسین مهکام ، (زاده ۲۶ خرداد ۱۳۵۹ در تهران) کارگردان، فیلم‌نامه‌نویس و تهیه کننده سینمای ایران است. وی فارغ‌التحصیل رشته فلسفه و کلام و همچنین رشته تئاتر است و فعالیت سینمایی خود را از سال ۱۳۸۵ با فیلم آدم آغاز کرد.

## فیلم‌شناسی

### کارگردان
- آزادی مشروط
- کشیک قلب
- آندرانیک
- بی‌حسی موضعی
- احمد به تنهایی
- عینک قرمز

### فیلمنامه‌نویس و بازنویسی
- جزایر قناری
- بی‌حسی موضعی
- آزادی مشروط
- آندرانیک
- پدر آن دیگری
- چهارشنبه ۱۹ اردیبهشت
- برف
- گهواره‌ای برای مادر
- هیچ
- آدم
- با دیگران مشاوره فیلمنامه
- بیست بازنویسی
- احمد به تنهایی
- عینک قرمز

### تهیه‌کننده
- جزایر قناری
- آندرانیک
- احمد به تنهایی